# Rosalba strandiella
Rosalba strandiella är en skalbaggsart som först beskrevs av Stefan von Breuning 1940.  Rosalba strandiella ingår i släktet Rosalba och familjen långhorningar. Inga underarter finns listade i Catalogue of Life.